# Olivier Le Gac
Olivier Le Gac (ur. 27 sierpnia 1993 w Breście) – francuski kolarz szosowy, zawodnik należącej do dywizji UCI WorldTeams drużyny FDJ. 

## Najważniejsze osiągnięcia
2010
- 1. miejsce w Mistrzostwach Świata Juniorów (start wspólny)
- 1. miejsce w GP Général Patton
- 3. miejsce w Trophée Centre Morbihan

2011
- 2. miejsce w Mistrzostwach Europy Juniorów (start wspólny)
- 2. miejsce w Trophée Centre Morbihan

2012
- 1. miejsce na 1. etapie Tour Nivernais Morvan
- 3. miejsce w La Gainsbarre

2013
- 1. miejsce w Tour du Pays du Roumois
- 2. miejsce w Paris-Connerré
- 3. miejsce w Paris-Tours Espoirs

2014
- 1. miejsce w Tour de la Creuse
- 2. miejsce w Tour de Vendée